# Pomnik żołnierzy rosyjskich w Gdańsku
Pomnik żołnierzy rosyjskich – zabytkowy pomnik w Śródmieściu Gdańska, na Grodzisku. Jeden z najstarszych pomników miasta.

## Historia

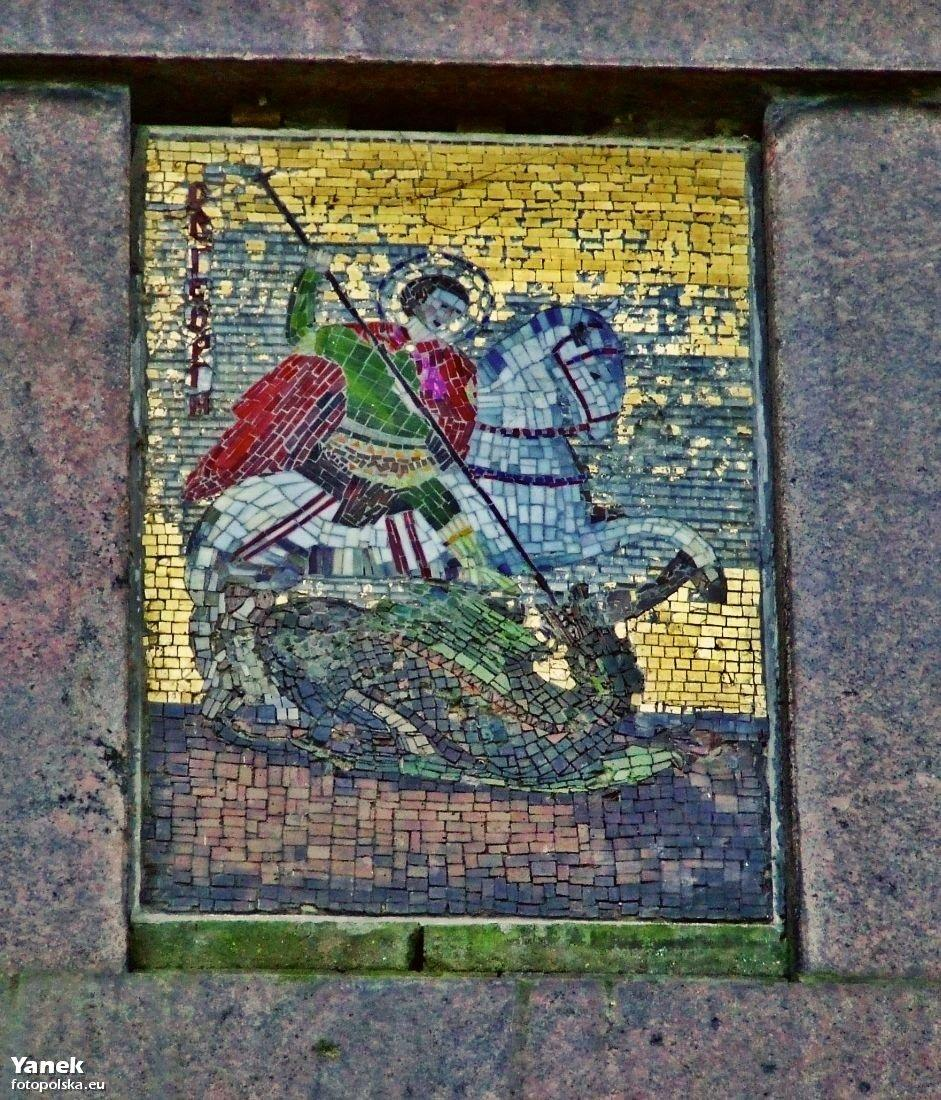
Mozaika, św. Jerzy

Został wzniesiony w 1898 roku z fińskiego granitu. Upamiętnia żołnierzy rosyjskich poległych podczas oblężenia Gdańska w 1734 roku (przez Rosjan i Sasów) - zginęło wówczas około 700 Rosjan, oblężenia w 1807 roku (przez wojska polsko-francuskie) i oblężenia w 1813 roku (przez wojska rosyjskie). Został ufundowany przez cara Rosji Mikołaja II Romanowa i odsłonięty 27 września 1898, prawdopodobnie w rocznicę urodzin Zofii Romanowej.
Pomnik nie został zniszczony podczas II wojny światowej. Na obelisku jest umieszczona mozaika przedstawiająca św. Jerzego. Pomnik został odnowiony w 1989 roku.
Kilkaset metrów od pomnika, w dzielnicy Aniołki, znajduje się utworzony w latach 1946-1951 Cmentarz Żołnierzy Radzieckich (Cmentarz Wojenny Żołnierzy Armii Radzieckiej), żołnierzy radzieckich poległych w trakcie walk o Gdańsk w 1945 roku.